# Chwilowe olśnienie
Chwilowe olśnienie (oryg. tytuł: Shkëlqimi i përkohshëm) – albański film fabularny z roku 1988 w reżyserii Alberta Xholiego.

## Opis fabuły
Dane po kilku latach życia w mieście jest niepocieszony, kiedy powraca do rodzinnej wsi i musi zaadaptować się do życia wiejskiego. Przygotowuje swoją "ucieczkę" ze wsi, tak aby mógł z powrotem mieszkać w mieście.

## Obsada
- Xhevahir Zeneli jako Ramadan Ferra (Dane)
- Rita Gjeka jako pielęgniarka
- Birçe Hasko jako Malo, ojciec Dane
- Hatiqet Bendo jako matka Dane
- Agim Shuke jako Lelo, trener
- Fadil Kujovska jako wiejski trener
- Piro Qirjo jako Nurja
- Stavri Shkurti jako ojciec Mozy
- Bukuroshe Kokalari jako matka Mozy
- Karafil Shena jako Berber
- Arben Dervishi jako Beni